# Aton

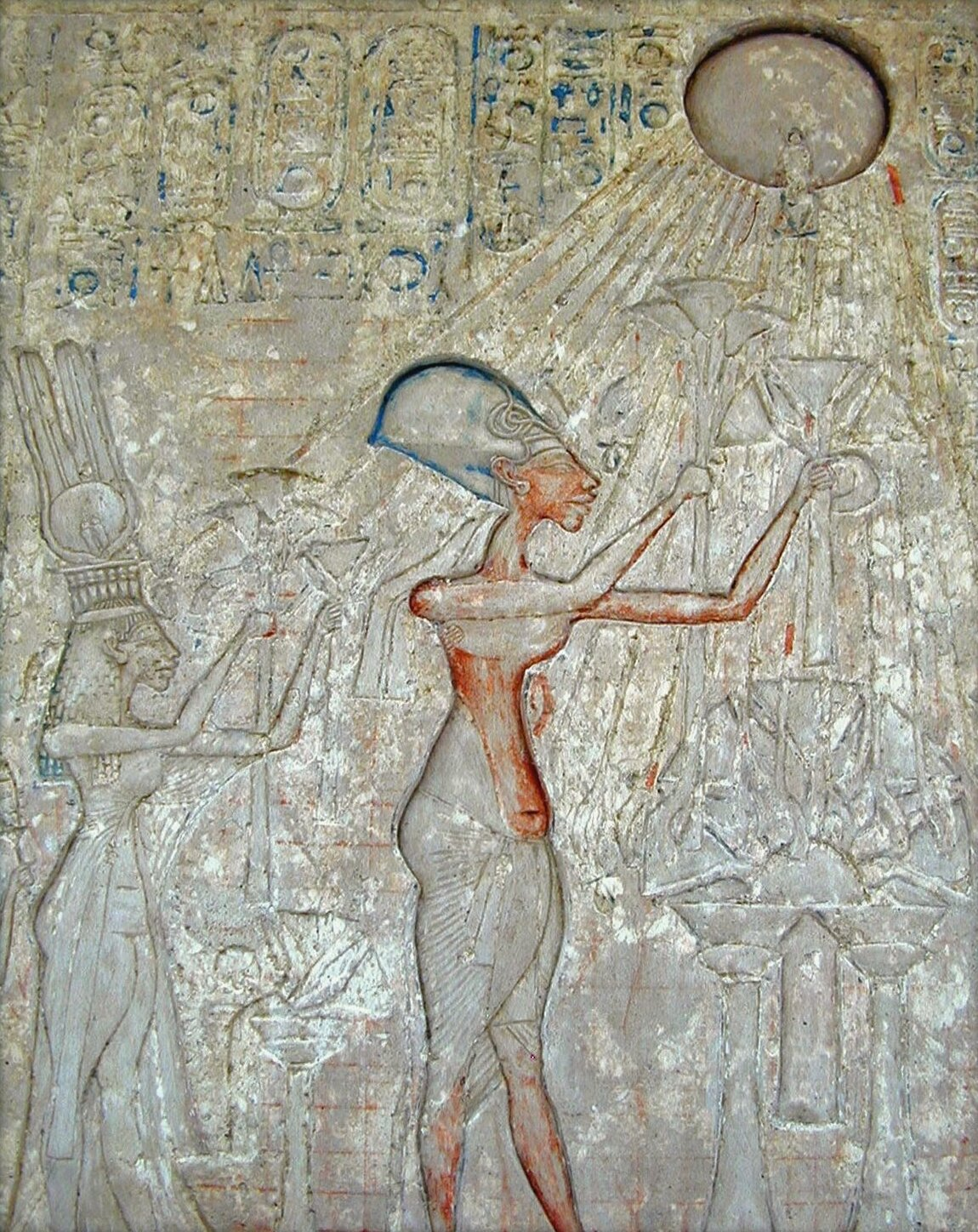
Akhenaton med familj dyrkande Aton

Aton var en fornegyptisk gud, som avbildades med en solskiva. Tidigt betraktades Aton som en aspekt av solguden Ra, men han växte fram som en självständig guddom under farao Thutmosis IV. Hans sonson, farao Akhenaton, "Den som behagar Aton" proklamerade Aton som den ende guden. Aton uppenbarade sin vilja genom sin son Akhenaton. Religionen blev kortvarig, men den räknas som det första försöket att skapa en monoteistisk religion.
Akhenaton anlade huvudstaden "Atons horisont", det nuvarande Amarna, som dominerades av fyra Atontempel. Det största templet hade 365 altaren.